# 拉斯尼茨湖

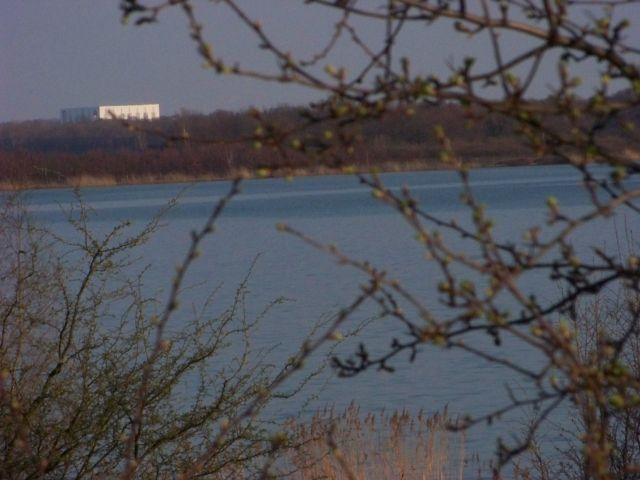

51°22′47″N 12°05′50″E / 51.379667°N 12.097263°E
拉斯尼茨湖（德語：Raßnitzer See），是德國的湖泊，位於該國東北部，由薩克森-安哈爾特州負責管轄，處於薩勒縣，面積3.1平方公里，海拔高度85米，平均水深13.7米，最大水深37米，水體容量6,600萬立方米。